# Международный аэропорт имени Президента Николау Лобату
Международный аэропорт имени президента Николау Лобато (порт. Aeroporto Internacional Presidente Nicolau Lobato, тетум Aeroportu Internasional Presidente Nicolau Lobato; (ИАТА: DIL, ИКАО: WPDL), ранее Аэропорт Коморо (индон. Bandar Udara Komoro) — международный аэропорт, обслуживающий Дили, столицу Восточного Тимора. Является крупнейшим аэропортом страны. С 2002 года носит имя Николау душ Реиша Лобату, восточнотиморского политика и национального героя.

## Расположение
Аэропорт расположен в суко Мадохи, который является частью подокруга Дом-Алейшу, в западном пригороде Дили. На севере от аэропорта находится пролив Омбай, а на востоке река Коморо. Взлетно-посадочная полоса проходит с востока на запад.
К северу от аэропорта, между взлетно-посадочной полосой и проливом Омбай, находится жилая зона, включающая жилые дома, сельскохозяйственные угодья, школу, церковь и кладбище. Кроме того, в зону входит пляж Бето-Таси.

## История

### 1939–1975
Аэропорт был построен до Второй мировой войны колониальной администрацией португальского Тимора. Вскоре он стал базой для Transportes Aéreos de Timor (TAT), которая была основана в июле 1939 года как национальная авиакомпания колонии.
В мае 1939 года правительство Португалии дало авиакомпании Qantas разрешение на выполнение рейсов из Дарвина в Дили. Однако из-за возражений правительства Японии предоставление услуг Qantas было отложено более чем на год. В конце концов, в декабре 1940 года рейсу Qantas Дарвин—Батавия, курсирующему раз в две недели, было разрешено останавливаться в Дили. В следующем месяце Дили заменил Купанг в качестве остановки для рейса Qantas из Дарвина в Сингапур. В качестве компенсации японской компании Dai Nippon Airways было разрешено выполнить шесть пробных рейсов из Палау в Дили в период с декабря 1940 г по июнь 1941 г.
Все эти полеты выполнялись на летающих лодках, а не обычных самолетах, которым приходилось использовать взлетно-посадочную полосу в Дили. Эти рейсы также называют «псевдокоммерческими», поскольку они имели «незначительное коммерческое значение» и использовались для «политического влияния» в преддверии Войны на Тихом океане.
Между тем, в 1940 году TAT начала еженедельные рейсы между Дили и Купангом, используя самолет de Havilland Dragon Rapide, арендованный у Koninklijke Nederlandsch-Indische Luchtvaart Maatschappij, авиакомпании тогдашней Голландской Ост-Индии. Эти услуги продолжались даже после апреля 1941 года, когда ТАТ на шесть месяцев задержала выплату арендной платы и зарплаты пилоту и механику.
20 февраля 1942 года силы Императорского флота Японии высадились к западу от аэропорта и захватили его к 11:00. Впоследствии Воздушная служба Императорской армии Японии использовала аэропорт в качестве военного аэродрома, а в период с июня 1942 г. по август 1944 г. он подвергался бомбардировкам самолетов союзников.
К концу войны аэропорт был заброшен и зарос. Японские войска находились на нем до 11 сентября 1945 года, когда гарнизон в Дили официально капитулировал.
В послевоенном португальском Тиморе главным аэропортом колонии стал аэропорт Баукау, открытый в 1947 году, и до сих пор оснащенный гораздо более длинной взлетно-посадочной полосой:22. Если он обслуживал в том числе международные рейсы, то аэропорт Дили использовался для внутренних рейсов.
По состоянию на 1969 год ТАТ летал из Дили в шесть других пунктов назначения в колонии.
В 1974 и 1975 годах ТАТ выполняла регулярные внутренние рейсы из Дили в Атауро, Баукау, Малиану, Окуси и Суаи. Компания также летала между Дили и Купангом в Западном Тиморе,  раз в неделю на самолете Douglas DC-3, зафрахтованном авиакомпанией Merpati Nusantara Airlines.

### 1975–2000
Во время индонезийской оккупации аэропорт Баукау был передан под контроль Национальной армии Индонезии и был закрыт для гражданского использования, хотя, номинально он оставался доступным для крупных гражданских авиалайнеров. После этого аэропорт Дили стал основным гражданским аэропортом провинции.
В 1978 году была начата работы по восстановлению аэропорта Дили, который был переименован в аэропорт Коморо (индон. Bandar Udara Komoro). Работы по восстановлению, которые включали удлинение взлетно-посадочной полосы для использования самолётов Fokker F28, были завершены в 1981 году. К 1983 году индонезийский государственный авиаперевозчик Garuda Indonesia выполнял рейсы между Дили, Джакартой и Сурабаей на Fokker F28. Маршрут каждого из этих рейсов проходил через Купанг и Денпасар. В апреле 1983 г. другая индонезийская государственная авиакомпания, Merpati, начала выполнять рейсы Купанг—Дили—Малиана—Ковалима. С 1985 года эти рейсы выполнялась два раза в неделю.
В 1992 году взлетно-посадочная полоса аэропорта была увеличена до 1850 м, что позволило обслуживать самолёты Boeing 737-200. По состоянию на середину 1990-х годов в аэропорт выполнялось в среднем 12 рейсов в неделю компанией Merpati на самолетах McDonnell Douglas DC-9 и Boeing 737, а также частной индонезийской авиакомпанией Sempati Air на самолетах Fokker 100 и Boeing 737.
После референдума о независимости Восточного Тимора, проведенного в 1999 году, в Дили и других районах Восточного Тимора вспыхнули систематические акты насилия со стороны военизированных групп. 12 сентября 1999 г. под международным давлением президент Индонезии Бухаруддин Юсуф Хабиби объявил, что Индонезия выведет своих солдат с территории и разрешит вход международным миротворческим силам INTERFET под руководством Австралии. Вскоре после рассвета 20 сентября 1999 года австралийские войска начали прибывать в аэропорт на самолете Lockheed C-130 Hercules, где ещё оставалось небольшое количество индонезийских солдат. Хотя к тому времени зал вылета в терминале аэропорта был разрушен, VIP-зал оставался одним из немногих уцелевших зданий в Дили.

### 2000 – н.в.
К 2000 году аэропорту был нанесен серьезный ущерб из-за ненадлежащего обслуживания, разрушения инфраструктуры в 1999 году и чрезмерно интенсивного использования в 1999-2000 годах. В начале 2000 года власть в Восточном Тиморе перешла к Временной администрации Организации Объединенных Наций в Восточном Тиморе, которая начала широкомасштабную программу восстановления портов и аэропортов страны, а затем и долгосрочную программу устойчивого развития. К концу 2000 года аэропорт снова заработал в полную силу и открылся для международных рейсов.
Когда Восточный Тимор получил независимость в 2002 году, контроль над аэропортом был передан новому правительству Восточного Тимора, а аэропорт был переименован в честь Николау душ Реиш Лобату, восточнотиморского политика и национального героя.
В мае 2006 года аэропорт был временно передан под контроль Сил обороны Австралии для целей операции «Проницательность».
В период с 2006 по 2018 год ежегодное количество рейсов и пассажиропоток в Дили неуклонно росли: с 3000 и 50000 в 2006 году до примерно 8000 и 275000 в 2018 году. Более 90% пассажиропотока приходилось на международные перевозки.
Объем грузоперевозок в аэропорту увеличился с примерно 280 тонн в 2006 году до примерно 400 тонн в 2012 году. Однако после прекращения деятельности Интегрированной миссии ООН в Восточном Тиморе в 2012 году, тоннаж упал примерно до 250 тонн в год в 2018 году.
Взлетно-посадочная полоса аэропорта Дили, как правило, не может принимать самолеты крупнее Airbus A319, Boeing 737-400, Boeing 737-900ER или C-130 Hercules. Однако в январе 2008 года португальская чартерная авиакомпания EuroAtlantic Airways выполнила прямой рейс из Лиссабона на Boeing 757-200, на борту которого находились 140 членов Национальной республиканской гвардии. По состоянию на середину 2011 года коммерческие перевозки в аэропорту включали ежедневный рейс в Денпасар, рейс в Дарвин 5 раз в неделю и три рейса в неделю в Сингапур. Аэропорт также использовался ООН, военными и нефтедобывающими компаниями.
В течение 2010-х годов количество рейсов в Дарвин и Сингапур и обратно оставалось стабильным, но после 2013 года количество рейсов между Дили и Денпасаром значительно увеличилось.
В 2011 году взлетно-посадочная полоса была реконструирована, в том числе путем нанесения покрытия для повышения доступного классификационного номера и увеличения доступной посадочной дистанции с 1790 до 1850 м. Однако анализ 2013 года показал, что ограниченная длина и ширина взлетно-посадочной полосы не позволяют узкофюзеляжным самолётам работать с максимальным взлетным весом и что у аэропорта отсутствует безопасная зона, как того требуют международные стандарты. Другие проблемы в воздушной зоне заключались в том, что повреждение ограждения аэропорта создавало потенциальный риск столкновения самолетов с дикими животными во время взлета и посадки, основной перрон имел ограниченную вместимость и находился в плохом состоянии, а отсутствие освещения препятствовало работе в ночное время. Кроме того, в аэропорту был неподходящий терминал и не было отдельного помещения для обработки грузов.
13 декабря 2016 года аэропорт был затоплен на несколько часов из-за того, что дренажная система не могла отводить воду из Кампунг-Бару в реку Коморо. На следующий день премьер-министр Руй Мария де Араужу посетил аэропорт и выразил сожаление по поводу наводнения и последовавших за ним разрушений. Он также сообщил, что дренажная система работала неэффективно из-за скопившихся в ней отходов.
По состоянию на конец 2019 года дважды в день выполнялись регулярные рейсы на небольших реактивных лайнерах между Дили и Денпасаром, а также в будние дни из Дарвина и в Дарвин, а также ежедневные рейсы в Дарвин по выходным. Рейсы между Дили и Сингапуром были приостановлены. Небольшие самолеты, такие как DHC-6, выполняли внутренние рейсы в Саме, Атауро, Баукау, Фуилоро, Окуси и Суаи. Вертолеты летали в Бау Ундан, где находится нефтяное месторождение, а чартерные рейсы выполнялись между Дили и Денпасаром.
В апреле 2020 года EuroAtlantic Airways выполнила эвакуационный рейс, связанный с пандемией COVID-19 между Лиссабоном и Дили на Boeing 767-300ER. В дальнейшем такие рейсы выполнялись в сентябре и декабре 2020 г, а также в июле, сентябре и декабре 2021 г.

## Развитие
В Плане стратегического развития Тимора-Лешти на 2011–2013 годы предлагалось расширение и улучшение аэропорта. Главной целью было удлинение взлетно-посадочной полосы, что позволило бы принимать крупногабаритные самолеты с кодом ИКАО «E», такие как Airbus A330.
По итогам анализа аэропорта в 2013 году был предложен план развития, включавший в себя:
- удлинение и расширение взлетно-посадочной полосы с 1850 × 30 м до 2050 × 45 м;
- подготовка концевой зоны безопасности и расширение зоны безопасности взлетно-посадочной полосы до 150 м с каждой стороны;
- увеличение перрона;
- модернизация системы освещения для работы в ночное время;
- строительство нового пассажирского терминала[19].

Однако, в отчете об авиации в Восточном Тиморе, опубликованном в 2017 году Фондом Азии, отмечается, что объекты аэропорта в Дили соответствовали минимальным стандартам для выполнения международных рейсов. Согласно этому отчету, ограниченная ширина взлетно-посадочной полосы была важнее ее ограниченной длины, поскольку в Восточном Тиморе очень ветрено, и боковой ветер поражает самолеты при посадке. Текущей пропускной способности аэропорта определенно хватило бы для пассажиропотока и спроса как минимум на следующие два десятилетия. Аэропорт уже мог принимать Airbus A320 и Boeing 737-500, вместимостью более 100 пассажиров каждый, и находился в пределах досягаемости всех крупных узловых аэропортов Азии. В случае повышенного спроса были доступны экономически эффективные изменения для увеличения вместимости пассажиров.
В 2018 году аналогичные комментарии были сделаны в другом отчете, посвященном национальной индустрии туризма и также опубликованном Фондом Азии.
Однако в том же году правительства Восточного Тимора и Японии начали обсуждение запланированной реконструкции аэропорта, включая усовершенствование пассажирского терминала, диспетчерской вышки и проведение дорожных работ. К концу 2019 года Японское агентство международного сотрудничества поддержало этот план, и правительство Японии одобрило его. В октябре 2021 года правительства двух стран подписали обмен нотами, подтверждающий предоставление Японией гранта в размере около 44 миллионов долларов США на строительство двухэтажного здания пассажирского терминала площадью 11 653 м2 и сопутствующей электростанции. Общая сумма японской помощи проекту, включая дополнительные подготовительные работы, составит более 46 миллионов долларов США.
Между тем, в ноябре 2019 года в подготовленном по заказу Азиатского банка развития отчете о модернизации взлетно-посадочной полосы был рассмотрен ряд вариантов и рекомендованы два варианта длиной 2500 м, включающие либо расширение на восток, либо расширение в оба направления. Однако в отчете также отмечается, что правительство выбрало один из двух других вариантов, а именно взлетно-посадочную полосу длиной 2500 м с расширением только на запад и включая мелиорацию части пролива Омбай. В сентябре 2021 года Восточный Тимор взял у АБР кредит в размере 135 миллионов долларов США на удлинение взлетно-посадочной полосы, постройку новой инфраструктуры контролируемой зоны и строительство новой башни УВД.

## Статистика
Данные из запроса в Викиданные.

## Авиакатастрофы и инциденты
- 16 августа 1983 года партизаны ФРЕТИЛИН атаковали военную базу в аэропорту, убив 18 индонезийских солдат[48][49]. В ответ индонезийские войска совершили несколько массовых убийств: 200–300 гражданских лиц возле города Викеке и не менее 500 мирных жителей в деревнях возле горы Бибилеу[49].